# Stazione di Monasterace-Stilo
Stazione di Monasterace-Stilo vasútállomás Olaszországban, Monasterace településen.

## Vasútvonalak
Az állomást az alábbi vasútvonalak érintik:
- Jonica-vasútvonal

## Kapcsolódó állomások
A vasútállomáshoz az alábbi állomások vannak a legközelebb:
- Stazione di Riace
- Stazione di Guardavalle